# Elgin (Minnesota)
Elgin es una ciudad ubicada en el condado de Wabasha en el estado estadounidense de Minnesota. En el Censo de 2010 tenía una población de 1089 habitantes y una densidad poblacional de 457,52 personas por km².

## Geografía
Elgin se encuentra ubicada en las coordenadas 44°7′19″N 92°14′46″O / 44.12194, -92.24611. Según la Oficina del Censo de los Estados Unidos, Elgin tiene una superficie total de 2.38 km², de la cual 2.38 km² corresponden a tierra firme y (0%) 0 km² es agua.

## Demografía
Según el censo de 2010, había 1089 personas residiendo en Elgin. La densidad de población era de 457,52 hab./km². De los 1089 habitantes, Elgin estaba compuesto por el 97.89% blancos, el 0.46% eran afroamericanos, el 0.09% eran amerindios, el 0.46% eran asiáticos, el 0% eran isleños del Pacífico, el 0.18% eran de otras razas y el 0.92% pertenecían a dos o más razas. Del total de la población el 2.02% eran hispanos o latinos de cualquier raza.